# 上月景貞
上月 景貞（こうづき かげさだ）は、戦国時代から安土桃山時代にかけての武将。宇喜多氏の家臣。播磨国佐用郡上月城主。

## 出自
氏族は、室町時代に渡って四職や播磨国などの守護を務めた守護大名家・赤松氏の分流にあたる上月氏。上月氏は鎌倉時代には既に赤松氏の分家として知られ、播磨佐用郡上月城を居城として一帯を支配下に置いていたとされる。しかし赤松氏が一時没落する事となった嘉吉の乱の際に上月氏もまた所領を失っており、後に赤松氏が播磨へ復権したものの、上月城は赤松氏の分家出身である赤松政元が支配する事となっていた。

## 略歴
上月景勝（采女）の子として誕生。
備前国の戦国大名・宇喜多直家の幕下にいた。室に、東播磨の豪族で赤松氏重臣の家柄にあたる櫛橋伊定の長女（妙寿尼）を迎えている。なお室の妹が黒田孝高に嫁いでおり、相婿の関係にあった。

### 上月城の戦い
天正5年（1577年）12月、上月城主であった赤松政範（赤松政元の子）は、播磨の諸豪族が織田信長に従属する姿勢を見せる中、周辺の豪族を引き連れて織田氏に敵対する毛利氏に与していた。政範は、毛利氏方であった宇喜多氏の援兵を受けて織田軍に抵抗したが、信長の配下である羽柴秀吉軍の猛攻に曝されて敗死し、城も羽柴軍が接収する事になった。
上月城の城番は、毛利氏に主家を滅ぼされた後織田軍に加わっていた旧尼子氏家臣・山中幸盛が指名された。幸盛はこれを尼子氏再興の機会と捉え、当時京都にいた尼子氏の庶子・尼子勝久を城に迎え入れた。この前後、尼子軍と宇喜多軍の間で上月城は奪い奪い返されが続いたが、天正6年（1578年）1月、宇喜多軍はいよいよ主力軍を上月城へ派遣して攻撃を開始した。形勢不利と見た幸盛は羽柴秀吉に相談の上で一時城を放棄して撤退し、上月城は再び宇喜多軍のものとなった。宇喜多直家は元上月城主の家柄であった景貞を上月城の守将に指名し、家臣の矢島五郎七を副将に付けた上で1,500騎を与え、景貞は自身の兵と合わせて2,000騎で上月城に入城した。
同年3月、羽柴軍は秀吉率いる本隊と尼子軍を引き連れて再び上月城を包囲した。秀吉は本隊・尼子軍・別働隊の三手に分けて上月城を包囲したという。景貞は宇喜多軍に援軍を求めつつ防戦に努めたが、宇喜多氏から派遣されていた寄騎・江原親次（兵庫助）が羽柴軍に内応したために城内は混乱し、景貞も親次に射撃されて傷を負った。その隙を狙い、幸盛や羽柴軍の武将・小寺孝高らの軍が城内に押し入ったため、景貞は城を諦めて城外へと逃れた。景貞は同郡櫛田まで逃れたが、そこで自害して果てたとされる。景貞の死後、上月城は再び尼子軍が入ったが、さらに毛利軍を交えた上月城の戦いによって尼子氏もまた滅びる事となる。
景貞の死後、景貞室と二人の遺児が、妹の夫であった黒田孝高によって保護された。このうち女子は小早川秀秋の家老･平岡頼勝の室となり、男子･正好（次郎兵衛）は黒田家の家臣（禄高2,800石余）として取り立てられ、黒田氏に改姓して従兄弟である黒田長政の旗本となる。正好は文禄の役で朝鮮へ参陣し、文禄元年（1592年）6月15日に平壌での大同江の戦いにおいて敵の矢に撃たれ戦死したが、男子が一人おり、元服後は景好（市右衛門）と称して福岡藩士となった。
また、『上月城物語』の著者･竹本春一によると、景貞には他に清景（右衛門佐）という名の男子がいたとされる。清景は天正6年（1578年）3月の上月城落城後に一族と共に姫路へ移住し、景貞と戦った羽柴秀吉に憚って国府着（こうづき）氏に改姓しており、子の満景（新左衛門尉豊宗）は天正10年（1582年）、当時の姫路城主であった秀吉の命により播磨国総社（射楯兵主神社）の神主となり、以後は累代にわたり同社の神職と姫路藩士を兼帯して命脈を保ち、明治維新まで続いたという。

## 関連作品
- 軍師官兵衛（2014年、演：土平ドンペイ）